# Somotor
Somotor (maďarsky Szomotor) je obec na Slovensku, v okrese Trebišov v Košickém kraji. V roce 2011 zde žilo 1 561 obyvatel. V roce 2001 se 69 % obyvatel hlásilo k maďarské národnosti..
Na území obce je chráněné ptačí území Medzibodrožie.

## Místní části
- Somotor
- Véč (maďarsky Bodrogvécs, Vécs)[6]
- Nová Vieska pri Bodrogu (původně Malý Újlak, maďarsky Kisújlak)[6]